# Riku Kobayashi
Riku Kobayashi (født 2. august 2001) er en japansk fodboldspiller.
Han har spillet for flere forskellige klubber i sin karriere, herunder FC Tokyo.